# Patrica

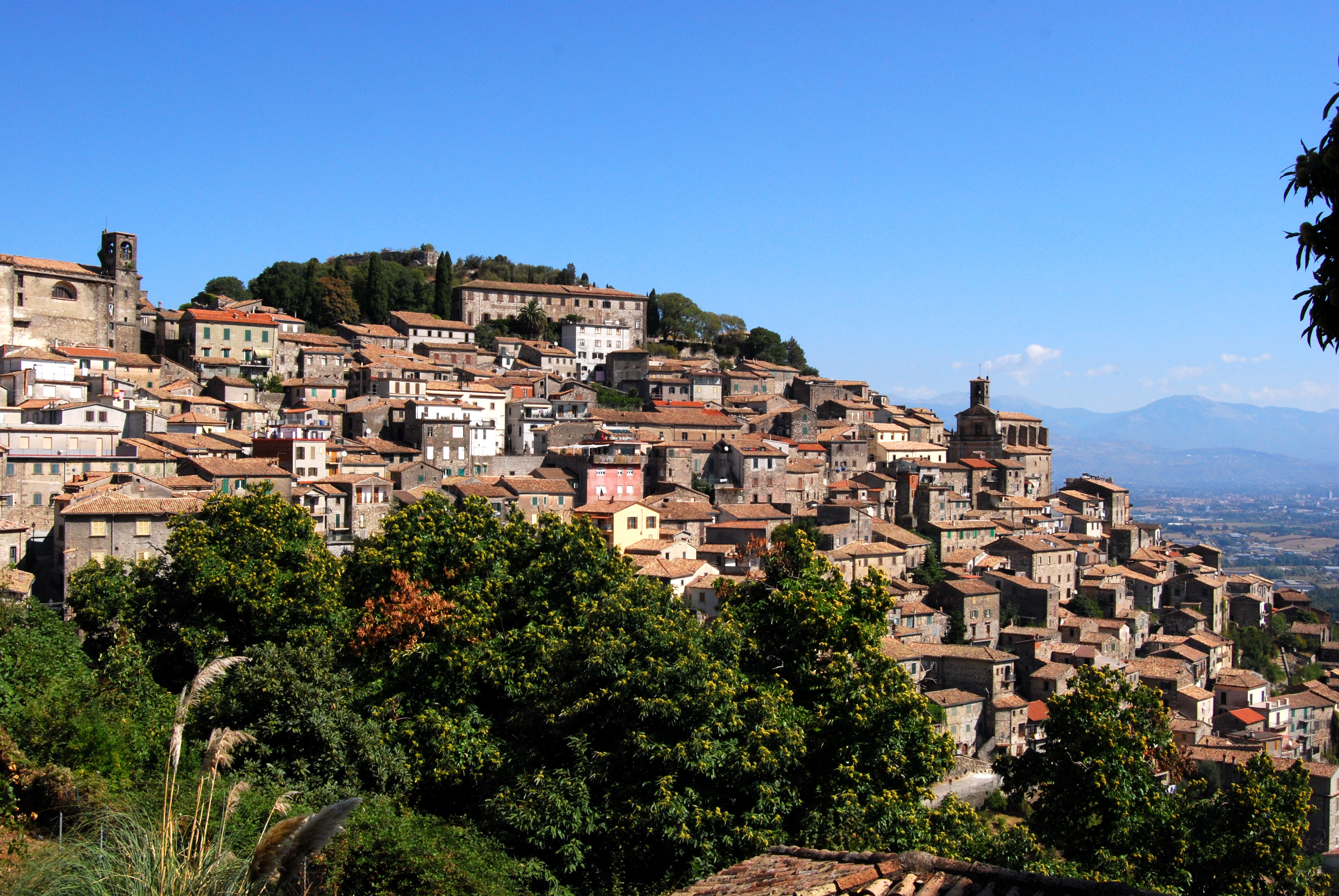
Patrica

Patrica ist eine italienische Gemeinde in der Provinz Frosinone in der Region Latium mit 3061 Einwohnern (Stand 31. Dezember 2023). Sie liegt 88 km südöstlich von Rom und 16 km südwestlich von Frosinone.

## Geographie
Patrica liegt am steilen Nordabhang des Monte Caccume (1095 m) oberhalb des Saccotals in den Monti Lepini.
Es ist Mitglied der Comunità Montana Monti Lepini, Ausoni e Valliva.
Die Ortsteile Cardigna, Colle San Giovanni, Tufo und Valiana liegen unterhalb des Ortszentrum auf den Ausläufern der Monti Lepini,
Celletta, Fontana dei Conti, Quattrostrade und Tomacella dagegen bereits in der Talebene nahe der Strada Statale 156 dei Monti Lepini, die von Frosinone nach Latina führt.
Die Nachbarorte sind Ceccano, Frosinone, Giuliano di Roma und Supino.

### Verkehr
Patrica ist 11 km von der Autobahn A2 Autostrada del Sole, Ausfahrt Frosinone, entfernt.

## Geschichte
Patrica ist wie die anderen kleinen Orte in der Umgebung eine frühmittelalterliche Rückzugssiedlung, als die in römischer Zeit in der Ebene lebende Bevölkerung sich zum Schutze vor den Angriffen von Langobarden, Sarazenen und Ungarn auf Anhöhen zurückzog. Im Besitz des Ortes lösten sich danach die Grafen von Ceccano, die Conti bis 1599, die Santacroce bis 1625 und die Colonna bis zur Aufhebung der Feudalrechte durch Papst Pius VII. im Jahre 1816 ab. Im 19. Jahrhundert war die Gegend um Patrica ein Zentrum von Briganten. Nach dem 31. Mai 1943 verübten marokkanische Einheiten innerhalb der alliierten französischen Truppen Übergriffe gegen die Zivilbevölkerung. Am 9. November 1978 führten kommunistische Terroristen einen Anschlag auf einen Staatsanwalt durch, bei dem vier Menschen getötet wurden.

## Bevölkerungsentwicklung
| Jahr      | 1871 | 1881 | 1901 | 1921 | 1936 | 1951 | 1971 | 1991 | 2001 |
| --------- | ---- | ---- | ---- | ---- | ---- | ---- | ---- | ---- | ---- |
| Einwohner | 2696 | 2293 | 3182 | 3140 | 3286 | 3208 | 2240 | 2738 | 2915 |

Quelle: ISTAT

## Politik
Seit dem 31. Mai 2015 ist Lucio Fiordalisio Bürgermeister. Er löste Stefano Belli (Bürgerliste) ab, der im Juli 2006 zum Bürgermeister gewählt worden war.

## Sehenswürdigkeiten
Die mittelalterliche Burg auf einer Anhöhe im Norden des Ortszentrums wurde im 17. Jahrhundert aufgegeben und an ihrer Stelle unterhalb ein Palast errichtet, der heute als Palazzo Spezza Wohnsitz der Grafen Spezza ist; er besitzt einen barocken Garten mit Statuen.
Bedeutsame sakrale Bauwerke sind die beiden den Westen und Osten des Ortskerns dominierenden Kirchen S. Pietro und S. Giovanni Battista. Etwa auf der Mitte des Weges zwischen ihnen steht der Palazzo Comunale mit drei Arkaden im Erdgeschoss; auf dem kleinen Platz vor ihm befindet sich ein moderner Brunnen.
Im östlichen Ortsteil Tomacella erhebt sich direkt über dem Flusse Sacco der Palazzo Colonna oder Villa Tomacella, errichtet nach 1625 durch Filippo Colonna, den ersten Marchese von Patrica aus seiner Familie, nachdem er den Ort mitsamt dem Titel erworben hatte; das Gebäude benannte er nach seiner 1622 verstorbenen Gattin Lucrezia Tomacelli.